# Movimento Sufan
O movimento Sufan (chinês simplificado: 肃反运动; chinês tradicional: 肅反運動) foi uma campanha política lançada por Mao Tsé-Tung contra oponentes políticos na República Popular da China. O termo "sufan" é uma abreviatura de expurgo de contrarrevolucionários ocultos (肃清暗藏的反革命分子). Mao ordenou que 5 por cento dos "contrarrevolucionários" fossem eliminados. O movimento Sufan durou de julho de 1955 até o final de 1957, durante o qual 214.000 pessoas foram presas e aproximadamente 53.000 morreram. Mais de um milhão de pessoas foram investigadas.
Em 1o de julho de 1955, o Comitê Central do Partido Comunista Chinês emitiu uma "Diretriz sobre o lançamento de uma luta para limpar os elementos contrarrevolucionários ocultos (关于展开斗争肃清暗藏的反革命分子的指示)". Mais tarde, em 25 de agosto de 1955, o Comitê Central emitiu "A diretiva sobre o expurgo completo e a limpeza dos contrarrevolucionários ocultos (关于彻底肃清暗藏的反革命分子的指示)". Os principais alvos do Movimento Sufan eram intelectuais não comunistas, bem como indivíduos dentro do Partido Comunista. Isso contrastava com o anterior "Movimento de Zhenfan", que visava principalmente aos afiliados do Kuomintang.